# 문화 자본
사회학 분야에서 문화 자본 (cultural capital)은 계층화된 사회에서 사회적  이동성을 자극하는 개인의 사회적 자산인 교육, 말투, 옷차림 등으로 구성된다. 문화자본은 실천경제 내에서 사회적 관계로서 기능하며, 사회적 지위와 힘을 부여하는 축적된 문화적 지식을 포함한다. 사회가 추구할 가치가 있다고 여기는 물질과 상징적 재화를 모두 포함한다.
이 개념은 피에르 부르디외와 장 클로드 패스롱의 저서 <문화복제와 사회복제> (1977)에서 처음 언급되었다. 부르디외는 그의 에세이 <자본의 형태> (1985)와 그의 책 <국가의 귀족: 권력의 분야에서 엘리트 학교> (1996)에서 이 개념을 확장했다. 에세이에서 부르디외는 문화자본을 사회에서 개인에게 더 높은 사회적 지위를 얻는 데 이점을 제공하는 교육으로 묘사한다.
문화 자본에는 내재된 자본, 객관화된 자본, 제도화된 자본의 세 가지 유형이 있다.

## 기원
피에르 부르디외와 장클로드 패스롱은 <문화복제와 사회복제>에서 1960년대 프랑스 교육 시스템 내에서 아동의 학업 성취도와 성적 간의 차이를 개념적으로 설명하기 위해 문화자본을 제시했다..
부르디외는 그의 에세이 <자본의 형태>와 그의 책 <국가 귀족: 권력 분야의 엘리트 학교>에서 이 개념을 더욱 발전시켰다.
에세이에서 부르디외는 문화적 자본을 두 가지 다른 자본 범주로 분류한다. 첫째는 돈, 자산, 재산을 포함한 경제적 자원을 대표하는 경제자본이고 둘째는 상호간의 제도화된 관계의 지속적 네트워크 소유와 관련된 실재적이고 잠재적인 자원과 인식을 대표하는 사회자본이다.

## 종류
문화 자본에는 내재된 자본, 객관화된 자본, 제도화된 자본의 세 가지 유형이 있다.

### 내재된 문화자본
내재된 문화자본은 문화와 전통에 대한 사회화에 의해 의식적으로 획득되고 수동적으로 상속되는 지식이다. 재산과 달리 문화자본은 타인에게 상속할 수 없지만, 시간이 지남에 따라 사람의 아비투스(성격이나 사고방식)에 영향을 미치기 때문에 일단 획득되면 유사한 문화의 영향을 더 잘 받아들인다. 언어 문화 자본은 언어와 그 관계의 숙달을 의미한다. 사람의 의사소통 수단과 자기 표현수단으로 구체화된 문화자본인 이것은 민족 문화로부터 유래했다.

#### 아비투스와 필드
개인의 문화자본은 사회적 관계 구조로 구성된 그의 아비투스(즉, 내재된 성향)과 필드(즉, 사회적 지위)와 연결되어 있다.
사람의 아비투스는 가정과 가정환경에 따라 그 사람에게 주입된 지적 성향으로 구성되며, 그 사람의 성격에 따라 다르게 나타난다.  이와 유사하게, 한 개인의 아비투스의 사회적 형성은 가족, 사회적 계층의 객관적 변화, 그리고 일상생활에서 다른 사람들과의 사회적 상호작용에 의해 영향을 받는다. 거기에 더해, 개인의 사회적 위치가 바뀔 때 그 개인의 아비투스 또한 바뀐다.
필드는 사회적 집단들이 존재하는 사회적 공간 안에서 문화자본이 무엇인지 정립하고 정의하려고 할 때 발생하는 갈등으로 형성되는 사회적 지위의 장소이다. 따라서 사회적 영역에 따라 한 가지 형태의 문화자본이 동시에 합법적이면서도 불법적일 수도 있다.  그런 식으로, 문화자본의 일부에 대한 정당화는 임의적일 수도 있고 상징적 자본에서 파생될 수도 있다.

### 객관화된 문화자본
객관화된 문화자본은 구매 및 판매와 같은 경제적 활동을 위해 전달될 수 있고, 그러한 것을 소유함으로써 촉진되는 문화자본의 소유를 상징적으로 전달하기 위해 예술 작품과 같은 개인의 재산으로 구성된다. 그러나 예술 작품(객관화된 문화자본)을 소유하는 동안, 그 사람은 이전의 문화자본의 적절한 개념적 그리고 역사적 토대를 통해서만 예술을 소비할 수 있다. 따라서 객관화된 문화자본은 판매자가 구매자에게 작품의 중요성을 설명할 때 우연적이고 독립적인 원인에 의한 경우를 제외하고는 우연의 일치와 독립적 인과관계를 제외하고는 예술작품의 판매에서 전달되지 않는다.

### 제도화된 문화자본
제도화된 문화자본은 보통 학문적 자격 또는 전문적 자격에 대한 기관의 공식적인 인정으로 구성되는 한 개인의 문화자본으로 이루어진다. 제도화된 문화자본의 가장 큰 사회적 역할은 노동 시장에 있다. 노동시장은 개인의 문화자본 배열을 질적, 정량적으로 측정하게 할 수 있다. 제도적 인정은 판매자가 자신의 문화자본을 구매자에게 설명할 수 있는 발견적 역할을 함으로써 문화자본의 경제자본으로의 전화을 촉진한다.

## 이론적 연구
문화자본의 개념은 이론가들과 연구원들로부터 널리 관심 받았다. 이 개념은 교육제도와 관련해 주로 사용되고 있지만, 특별한 경우 다른 담화에서도 사용되고 발전되었다. 부르디외의 문화자본을 이용하는 것은 여러 가지 범주로 나눌 수 있다. 첫째, 이롯을 가능한 설명 수단으로써 탐구하거나 연구의 틀로 활용하는 사람들. 둘째, 부르디외의 이론을 구축하거나 확장하는 사람들. 셋째, 부르디외의 연구 결과가 틀렸음을 증명하거나 대안 이론을 옹호하여 부르디외의 이론을 무시하는 사람들. 이 경우에는 대부분은 교육과 관련된 부르디외의 이론을 다루는데, 극히 일부만이 그의 이론을 사회 불평등에 적용시키고 있다.

### 전통적 적용
부르디외의 이론을 탐구하거나 이용하는 연구원들과 이론가들은 부르디외가 설명한 것과 유사한 방식으로 부르디외의 이론을 사용한다. 그들은 보통 그것을 비판적으로 적용하며, 문화자본의 측정 가능한 지표와 그 분야에 따라 부르디외의 이론은 그들의 주장을 전적으로 또는 검증된 방법으로 뒷받침한다. 이러한 것들은 (주로 교육적)불평등을 분석하는 부르디외의 개념의 유용성을 묘사하는 데 도움이 되지만 이론의 확장에는 도움이 되지는 않는다.
부르디외의 이론을 계몽적인 방식으로 활용하는 이론 중 하나는 에미르바이어 & 윌리엄스의 책(2005)이다. 이들은 부르디외의 분야와 자본 개념을 이용하여 사회 서비스 분야, 특히 노숙자 쉼터 분야의 권력 관계를 조사한다. 저자는 동일한 지리적 위치에서 운영되는 두 개의 개별 분야에서 각각 합법적이고 가치 있는 자본의 유형에 대해 이야기한다. 구체적으로 그들은 노숙자들이 어떻게 "직원이 승인한 자본"이나 "고객이 승인한 자본"을 소유할 수 있는지를 보여주며, 그들이 어떤 분야에서 활동하고 있는지에 따라, 그들이 얼마나 바람직하고 바람직하지 않은지를 동시에 보여주며, 가치 있고 가치 없는지를 보여준다. 비록 에미르바이어와 윌리엄스는 직원이 승인한 자본과 고객이 승인한 바존을 문화자본으로 명확하게 정의하지 않고 있고 일반적으로 이 두 자본을 구성하는 자원은 가족이 아닌 개인의 삶에서 수집된다고 하지만, 부르디외의 문화자본 이론은 모든 사회적 환경에서 불평등을 분석하는 데 귀중한 이론이 될 수 있다.

### 확장
많은 저작물들이 부르디외의 다양한 형태의 자본에 대한 틀에서 벗어나지 않고 유익한 방향으로 부르디외의 문화자본 이론을 확장시킨다. 사실 이 작가들은 새로운 이론을 세우는 것이 아닌 부르디외 이론에서 명시되지 않은 영역을 탐구하는 것으로 볼 수 있다.
한편, 일부 사람들은 부르디외의 문화자본 개념에 새로운 변수를 도입했다. 에미슨과 스윕의 저작물은 문화 자본의 한 형태로 간주되는 정보기술 능력에 대한 탐구에 초점을 맞추고 있다. 그들은 "정보시대에 부르주아 기술에 대한 친숙함과 긍정적인 이미지는 이를 소유한 가족들에게 이점을 주는 문화자본의 추가적인 형태로 볼 수 있다"고 말한다. 특히 컴퓨터는 하나의 객관화된 문화자본을 구성하는 기계이다. 그리고 그것을 사용할 수 있는 능력은 문화자본이 구현된 형태이다. 이 저작물은 부르디외의 문화자본 개념이 학교 내에서나 학교 없이 학업 성취도를 결정하는 데 있어 점차적으로 더 중요한 문화적 관행 등을 포함하도록 확장될 수 있는 방법을 보여준다.
돌비(2000)는 호주의 다문화와 인종차별을 탐구하기 위해 부르디외의 문화자본 이론을 사용하는 하게의 작품을 인용한다. 인종에 대한 하게의 논의는 부르디외의 이민자 대우 및 그들의 언어 자본, 아비투스 등에 대한 입장과는 다르다.  하게는 실제로 "백색"의 개념을 사용하고 이를 문화자본의 한 형태로 간주한다. "백색"은 안정적이고 생물학적으로 고정된 특성이 아닌, "사회적 관행의 변화"이다. 그는 국가를 '백인' 호주인들로 구성된 강력한 중심부와 '타인'으로 구성된 덜 강력한 주변부로 이동하는 계층 구조를 가진 것으로 개념화한다. 그러나 '타인'은 단순히 지배를 받는 것이 아니라 중앙에서 더 가까운 자리를 차지하기 위해 서로 경쟁해야 한다. 이러한 부르디외의 자본과 필드에 대한 개념의 사용은 비앵글로인들이 계층 구조에서 더 높은 지위를 얻기 위해 민족의 문화자본을 '백인'의 문화 자본과 어떻게 교환하려고 시도하고 어떻게 교환하는지 이해하는 데 매우 유용하다. 특히 이는 '호주인'들의 독단적인 성격과 지배적인 지위에 있는 사람들(주로 백인)에 의해 결정되는 방식을 보여준다. 한 연구에서 바우더(2006)는 노동 시장과 사회의 이주자들의 상황을 설명하기 위해 아비투스와 문화자본의 개념을 사용한다.
부르디외의 이론은 현대 문화자본의 형태를 반영하도록 확장되었다. 예를 들어, 아사프 니세바움과 리모어 쉬프만 (2017)이 인터넷 밈 주제에 대해 수행한 연구는 웹사이트 4chan을 활용하여 이러한 밈을 문화자본의 형태로 볼 수 있는 방법을 분석했다. 담화에서 4chan의 다양한 '보드'와 같이 밈을 표현할 수 있는 다양한 포럼 및 매체를 보여줬다. 또한 학자들은 부르디외의 이론을 종교 분야로 확장시켰는데, 종교 분야에서는 문화자본이 구현되어 중산층이 독특한 종교적 스타일과 취향을 개발할 수 있도록 허용되고 있다. 이러한 스타일과 치향을 통해 그들은 하층 계급 출신의 신자들에 대항되는 상징적인 계급의 경계를 긋는다.

#### 교육
사회학자 폴 디마지오는 문화자본과 교육에 대한 부르디외의 관점을 확장했다. 그는 "부르디외에 이어 나는 예술, 음악 그리고 문학에 대한 자기보고서를 통해 고등학생들의 문화자본을 측정했다"라고 말했다.
은퇴한 교사 존 테일러 개토는 그의 기사 <학교 반대> (2003)에서 현대 학교 교육에 대해 다뤘다. 문화자본의 관계는 알렉산더 잉글리스의 중등교육 원칙과 연결될 수 있는데, 이것은 1820년대의 미국 학교 교육이 얼마나 프러시아 학교 교육과 비슷한지를 보여준다. 이것의 목표는 아이들을 과목, 나이, 시험 점수에 따라 나누는 것이었다. 잉글리스는 현대 교육의 6가지 기본 기능을 소개했다. 세 번째, 네 번째, 다섯 번째 기능은 어릴 때부터 각 아동의 문화자본을 교육하는 방식을 설명했다.
- 진단 및 방향 (기능 3): 학교는 수학적이고 일화적인 증거를 누적해서 기록함으로써 각 학생의 적절한 사회적 역할을 결정해야 한다.
- 차별화 (기능 4): 일단 학생의 사회적 역할이 결정되면, 아이들은 역할별로 분류되고 그의 사회적 역할에 맞는 만큼만 교육받는다.
- 선택 (기능 5): 이것은 다윈의 자연선택이론을 "선호 종족"에 적용한 것이다.

이러한 생각들은 교육 방식을 개선하려고 의식적으로 시도함으로써 미국 사회에 기여하려는 것이었다. 학교는 사회의 부적격자들에 낮은 성적, 교정을 위한 학교의 조치 등을 시행함으로써 그들에게 지적으로 열등하다는 꼬리표를 달게 하고, 이러한 이들의 번식(성적, 경제적, 문화적)을 효과적으로 막았다. 이 세 가지 기능은 문화자본과 직접적으로 관련이 있다. 왜냐하면, 학교 교육을 통해 아동들은 사회적 계급에 따라 차별을 받고 사회적 역할을 유지하는 데 적합하도록 각 계층에 배치되기 때문이다. 학교는 그들의 분명한 사회적 계층으로 가는 통로였다. 그리고, 다섯 번째 기능의 적용에서 이러한 부적격자들은 특권층에 어울리지 않고 낮은 사회적 계층에 갇히게 될 것이다.
스탄튼 사라자와 돈버스 (1995)는 학교에서 원하는 유형의 문화자본을 가진 사람들이 어떻게 이 자본을 사회적 자본으로 전환하여 학교에서의 성공을 이루는지 연구했다. 그들은 이 연구는 단지 부르디외의 이론을 정교화한 것에 불과하다고 말했다. 두마이스 (2002)는 교육 성취도를 높일 수 있는 문화자본 능력을 결정하기 위해 변수로써 성별을 도입했다. T두마이스는 성별과 사회적 계층이 어떻게 상호작용해 문화자본과는 별도의 혜택을 얻을 수 있는지를 보여줬다.실제로 부르디외는 "레몬의 노란색과 산성은 분리될 수 없기 때문에 성적 특성은 계급적 특성과 분리될 수 없다"고 말했다. 부르디외는 교육 체계에 그의 이론을 적용할 때 성별에 기인한 차이점을 분명히 하지 않았다.

#### 문화 잡식성
문화자본 이론을 확장시킨 리차드 A. 피터슨과 A. 심커스 (1992)는 미국인을 대상으로 한 조사 데이터 분석을 통해 이를 구분했다. 그들은 문화 잡식성이라는 용어를 고급 예술에서 대중문화에 이르기까지 광범위한 문화적 취향을 가지고 참여하는 미국에서 특히 높은 지위에 있는 자들에 대한 설명으로써 사용한다.
원래 심커스 (1992)와의 작업에서 밝혀진 증거에서 관찰된 이상현상을 해결하기 위해 이 용어를 만든 사람은 피터슨 (1992)이었다. 프랑스의 학자들이 프랑스의 데이터를 이용해 연구한 엘리트 - 대중 모델과 달리 그들의 연구는 사회적 지위가 높은 사람들은 대중문화와 관련된 활동에 참여하는 것을 꺼리지 않는다는 것을 보여줬다. 이 연구는 특히 20세기 미국과 같은 선진 산업화 사회에서 문화자본이론의 보편적인 적용을 거부했다.

#### 과학자본
영국에서 루이스 아처와 그 동료들 (2015)은 과학자본의 개념을 발전시켰다. 과학자본은 부르디외의 연구, 특히 사회의 사회적 불평등의 재현에 초점을 맞춘 그의 연구에서 비롯된다. 과학자본은 아비투스뿐만 아니라 과학과 관련된 문화자본 및 사회적 자본으로 구성되어 있다. 그것은 젊은 사람들의 경험이 그들의 과학 정체성과 과학 관련 활에의 참여에 미칠 수 있는 다양한 영향을 설명했다. 과학자본에 대한 경험적 연구는 유니버시티 칼리지 런던의 ASPIRE 연구와 킹스 칼리지 런던의 연구를 포함한다.
과학자본 개념은 이러한 과학 관련 자원, 태도, 열망이 왜 어떤 아이들은 과학을 선호하게 됐는지, 왜 어떤 아이들은 그렇지 않게 됐는지에 대한 이해를 돕는다. 이 개념은 정책 입안자와 실무자들에게 과학에 대한 젊은 사람들의 참여를 형성하는 데 도움이 되는 유용한 모델을 제공한다.

## 비판
부르디외의 문화자본 이론에 대한 비판은 개념적 명확성의 결여를 포함한 많은 곳에서 이루어졌다. 아마도 이러한 명확성의 결여로 인해, 연구자들은 다양한 방식으로 개념을 운용해왔고 그에 따라 연구의 결론도 다양해졌다. 일부 연구자들이 상류층 문화의 특정 부분에만 초점을 맞춘 문화자본의 개념을 사용한다는 비판을 받을 수도 있지만, 이것은 부르디외의 연구 자체에도 적용될 수 있는 비판이다. 중산층 문화의 어떤 측면이 실제로 교육 체계에서 가치를 갖는지 조사하기 위해 문화자본의 측정을 정교하게 하려는 몇몇 연구들이 시도됐었다.
부르디외의 이론, 특히 아비투스에 대한 그의 개념은 결정론적이어서 개별 기관이나 심지어 개별 의식의 연구에는 적용되어선 안 된다는 주장이 있다. 하지만 부르디외는 "무조건 그 방식으로 해라"라 주장한 것이 아닌, 새로운 접근방법을 제시했다. 즉, 부르디외의 연구는 구조와 대리인의 역설적인 이분법을 조화시키려는 시도이다.
존 골드소프와 같은 몇몇 학자들은 부르디외의 접근법을 거부했다.
문화자본의 송환을 사회복제의 핵심과정으로 보는 부르디외의 견해는 잘못된 것이다. 그리고 위에서 언급한 바와 같이, 이 연구의 보다 상세한 발견들은 이것이 왜 잘못된 것인지 설명하는 데 도움을 주는 것으로 받아들여질 수 있다. 그것은 다른 조걷늘이 부르디외가 생각하는 것처럼 독특하고 지속적인 아비투스를 낳지 않기 때문이다. 왜냐하면, 고급 문화에 접근할 기회가 적은 사회적 하위 계층에서도, 교육의 가치를 다른 것보다 더 선호할 수 있고, 어쩌면 일부 관련 문화자본이 존재할 수 있기 대문이다. 그러므로, 학교와 다른 교육기관이 재사회화 기관으로서 중요한 기능을 수행할 수 있기 때문에, 즉, 보험을 드는 것뿐만 아니라 다양한 측면에서 실제 대응하는 가족을 위한 보상과 칭찬이 문화자본의 생산과 전이에 영향을 미칠 수 있다. 그리고, 이것은 Wunderkinder의 경우뿐만 아니라 실제로 대규모로 이루어진다.

부르디외는 성별에 대한 관심이 부족하다는 비판을 받았다. 칸터는 부르디외의 연구에서 노동시장에서의 성 불평등에 대한 관심이 부족하다고 지적했다. 그러나 부르디외는 2001년 저서 <부권제>에서 부권제가 상징적인 폭력의 가장 좋은 예라고 책의 서론 첫 페이지에서 서술함으로써 남성 지배라는 주제를 정면으로 다루었다.

## 같이 보기
- 문화경제학
- 문화 재생산
- 문화연구
- 문화 변동
- 인적 자본

## 참조

### 인용
1. ↑  J.P.E Harper-Scott and Jim Samson (2009). 《An Introduction to Music studies》. Cambridge: Cambridge University Press. 52–55쪽.
2. ↑  Harker, 1990:13
3. ↑  Barker, Chris. 2004. "Cultural capital." Pp. 37 in The Sage Dictionary of Cultural Studies. London: SAGE Publications.
4. ↑  The Dictionary of Human Geography (5th ed.). 2009. p. 127.
5. ↑  Bourdieu, 1990:114.
6. ↑  Emmison, M., and J. Frow. 1998. "Information Technology as Cultural Capital." Australian Universities Review 1(1998):41-45.
7. ↑  Dolby, N. 2000. "Race, National, State: Multiculturalism in Australia." Arena Magazine (45):48–51.
8. ↑  Bauder, Harald. 2006. Labor Movement: How Migration Regulates Labor Markets. New York: Oxford University Press.
9. ↑  Koehrsen, Jens (2018). “Religious Tastes and Styles as Markers of Class Belonging” (PDF). 《Sociology》 53 (6): 1237–1253. doi:10.1177/0038038517722288.
10. 1 2  DiMaggio, Paul (1982). “Cultural Capital and School Success: The Impact of Status Culture Participation on the Grades of U.S. High School Students” (PDF). 《American Sociological Review》 47 (2): 189–201. doi:10.2307/2094962. JSTOR 2094962. 2021년 6월 24일에 원본 문서 (PDF)에서 보존된 문서. 2021년 6월 24일에 확인함.
11. ↑  Stanton-Salazar, Ricardo D., and Sanford M. Dornbusch. 1995. "Social Capital and the Reproduction of Inequality: Information Networks among Mexican-Origin High School Students." Sociology of Education 68(2):116–35. doi:10.2307/2112778. JSTOR 2112778.
12. ↑  Dumais, Susan A. 2002. "Cultural Capital, Gender, and School Success: The Role of Habitus." Sociology of Education 75(1):44–68. . doi:10.2307/3090253. JSTOR 3090253.
13. ↑  Warde, Alan; Wright, David; Gayo-Cal, Modesto (2007). “Understanding Cultural Omnivorousness: Or, the Myth of the Cultural Omnivore” (PDF). 《Cultural Sociology》 1 (2): 143–164. doi:10.1177/1749975507078185. 2019년 6월 28일에 원본 문서 (PDF)에서 보존된 문서. 2021년 6월 24일에 확인함.
14. ↑  Christin, Angèle (2010). “Omnivores Versus Snobs? Musical Tastes in the United States and France” (PDF). Princeton University. 2017년 10월 5일에 원본 문서 (PDF)에서 보존된 문서. 2015년 4월 29일에 확인함.
15. ↑  Lamont, Michèle (1992). 〈How Musical Tastes Mark Occupational Status Groups〉.   Michèle Lamont; Marcel Fournier. 《Cultivating Differences: Symbolic Boundaries and the Making of Inequality》. University of Chicago Press. ISBN 9780226468143.
16. ↑  Archer, Louise; Dawson, Emily; DeWitt, Jennifer; Seakins, Amy; Wong, Billy (2015). “"Science capital": A conceptual, methodological, and empirical argument for extending bourdieusian notions of capital beyond the arts” (PDF). 《Journal of Research in Science Teaching》 52 (7): 922–948. Bibcode:2015JRScT..52..922A. doi:10.1002/tea.21227.
17. ↑  House of Commons (2017). 《Science communication and engagement Eleventh Report of Session 2016–17》 (PDF). London: House of Commons Science and Technology Committee.
18. ↑  Wellcome Trust (February 2016). “Wellcome Trust: SET Development 2016” (PDF). 《Wellcome Trust》. 2017년 5월 2일에 확인함.
19. ↑  Sullivan, A. (2002). “Bourdieu and Education: How Useful is Bourdieu's Theory for Researchers?” (PDF). 《Netherlands Journal of Social Sciences》 38 (2): 144–166. 2018년 7월 12일에 원본 문서 (PDF)에서 보존된 문서.
20. ↑  Sullivan, A. (2001). “Cultural Capital and Educational Attainment”. 《Sociology》 35 (4): 893–912. doi:10.1177/0038038501035004006.
21. ↑  Crook, C. J. (1997). 《Cultural Practices and Socioeconomic Attainment: The Australian Experience》. Westport, Connecticut: Greenwood Press.
22. ↑  De Graaf, Nan Dirk; De Graaf, Paul M.; Kraaykamp, Gerbert (2000). “Parental Cultural Capital and Educational Attainment in the Netherlands: A Refinement of the Cultural Capital Perspective”. 《Sociology of Education》 73 (2): 92–111. doi:10.2307/2673239. JSTOR 2673239.
23. ↑  DiMaggio, P. (1979). “Review Essay: On Pierre Bourdieu”. 《American Journal of Sociology》 (Review) 84 (6): 1460–74. doi:10.1086/226948.
24. ↑  King, A. (2000). “Thinking with Bourdieu Against Bourdieu: A 'Practical' Critique of the Habitus”. 《Sociological Theory》 18 (3): 417–433. doi:10.1111/0735-2751.00109.
25. ↑  Goldthorpe, John H. (2007). “"Cultural Capital": Some Critical observations” (PDF). 《Sociologica》 (2). doi:10.2383/24755. 2014년 2월 27일에 원본 문서 (PDF)에서 보존된 문서. 2014년 4월 14일에 확인함.

### 1차 출처
- Bourdieu, Pierre. [1985] 1986. "The Forms of Capital." Pp. 241–58 in Handbook for Theory and Research for the Sociology of Education, edited by J. G. Richardson.
  - First published: 1983 "Ökonomisches Kapital - Kulturelles Kapital - Soziales Kapital" (in German). Pp. 183–98 in Soziale Ungleichheiten, edited by R. Kreckel.
- —— 1996. The State Nobility, translated by Lauretta C. Clough, with foreword by Loïc Wacquant.
- 2001. Masculine Domination. Stanford: Stanford University Press.
- Bourdieu, Pierre, and Jean Claude Passeron. 1990. Reproduction in Education, Society and Culture. London: Sage Publications Inc  ISBN 0-8039-8320-4

### 2차 출처
- Bauder, Harald. 2006. Labor Movement: How Migration Regulates Labor Markets. New York: Oxford University Press.
- De Graaf, Nan Dirk, Paul M. De Graaf, and Gerbert Kraaykamp. 2000. "Parental Cultural Capital and Educational Attainment in the Netherlands: A Refinement of the Cultural Capital Perspective." Sociology of Education 73(2):92–111. doi:10.2307/2673239. JSTOR 2673239.
- Dolby, N. 2000. "Race, National, State: Multiculturalism in Australia." Arena Magazine (45):48–51.
- Dumais, Susan A. 2002. "Cultural Capital, Gender, and School Success: The Role of Habitus." Sociology of Education 75(1):44–68. . doi:10.2307/3090253. JSTOR 3090253.
- Emirbayer, Mustafa, and Eva M. Williams. 2005. "Bourdieu and Social Work." Social Service Review 79(4):689–724. doi:10.1086/491604. JSTOR 10.1086/491604.
- Emmison, M., and J. Frow. 1998. "Information Technology as Cultural Capital." Australian Universities Review 1(1998):41-45.
- Gorder, K. [1980] 2000. "Understanding School Knowledge: A Critical Appraisal of Basil Bernstein and Pierre Bourdieu." Pp. 218–33 in Pierre Bourdieu Volume II, edited by D. Robbins. London: Sage Publications.
- Harker, R. 1990. "Education and Cultural Capital." In An Introduction to the Work of Pierre Bourdieu: The Practice of Theory, edited by R. Harker, C. Mahar, and C. Wilkes. London: Macmillan Press.
- Kalmijn, Matthijs, and Gerbert Kraaykamp. 1996. "Race, Cultural Capital, and Schooling: An Analysis of Trends in the United States." Sociology of Education 69(1):22–34. . doi:10.2307/2112721. JSTOR 2112721.
- King, A. 2005. "Structure and Agency." Pp. 215–32 in Modern Social Theory: An Introduction, edited by A. Harrington. Oxford: Oxford University Press.
- Kingston, Paul W. 2001. "The Unfulfilled Promise of Cultural Capital Theory." Sociology of Education 74 (extra issue: "Current of Thought: Sociology of Education at the Dawn of the 21st Century"):88–99. doi:10.2307/2673255. JSTOR 2673255.
- Koehrsen, J. 2018. "Religious Tastes and Styles as Markers of Class Belonging." Sociology 53(6):1237–53. doi:10.1177/0038038517722288.
- Martin, B., and I. Szelenyi. [1987] 2000. "Beyond Cultural Capital: Toward a Theory of Symbolic Domination." Pp. 278–302 in Pierre Bourdieu Volume I, edited by D. Robbins. London: Sage Publications.
- Robbins, D. 1991. The Work of Pierre Bourdieu: Recognising Society. Buckingham: Open University Press.
- Robinson, R., and M. Garnier. [1986] 2000. "Class Reproduction Among Men and Women in France: Reproduction Theory on its Home Ground." Pp. 144–53 in Pierre Bourdieu Volume I, edited by D. Robbins. London: Sage Publications.
- Rössel, Jörg, and Claudia Beckert-Zieglschmid. 2002. "Die Reproduktion kulturellen Kapitals [The Reproduction of Cultural Capital]." Zeitschrift für Soziologie 31(6):497–513. doi:10.1515/zfsoz-2002-0603. S2CID 146965472.
- Stanton-Salazar, Ricardo D., and Sanford M. Dornbusch. 1995. "Social Capital and the Reproduction of Inequality: Information Networks among Mexican-Origin High School Students." Sociology of Education 68(2):116–35. doi:10.2307/2112778. JSTOR 2112778.
- Sullivan, Alice. 2001. "Cultural Capital and Educational Attainment." Sociology 35(4):893–912. doi:10.1177/0038038501035004006.
- —— 2002. "Bourdieu and Education: How Useful is Bourdieu's Theory for Researchers?" Netherlands Journal of Social Sciences 38(2):144–66. S2CID 50347327. Archived from the original (PDF) on 2018-07-12.
- Webb, J., T. Schirato, and G. Danaher. 2002. Understanding Bourdieu. London: Sage Publications.

## 추가 문서
- Brown, Richard K., ed. Cultural Reproduction and Social Reproduction Bourdieu and Passeron. In Knowledge, Education and Cultural Change. London: Tavistock.
- Farkas, George. 1996. Human Capital Or Cultural Capital?: Ethnicity and Poverty Groups in an Urban School District. Aldine Transaction. ISBN 0-202-30524-4ISBN 0-202-30524-4
- Fowler, Bridget. 1997. Pierre Bourdieu and Cultural Theory. London: Sage Publications Inc. ISBN 0-8039-7626-7ISBN 0-8039-7626-7.
- Swartz, David (1998), Culture and Power: The Sociology of Pierre Bourdieu,  University of Chicago Press ISBN 0-226-78595-5
- "Les Trois états du capital culturel." Actes de la Recherche en Sciences Sociales 30(1979):3–6.